# Naustdal
Naustdal è un ex comune della Norvegia situato nella contea di Sogn og Fjordane. Dal 1º gennaio 2020 fa parte del comune di Sunnfjord.

## Geografia fisica
I villaggi di Instedalen, Midtredalen, Åsedalen, Hove, Helle, Vatne, Redal e Vevring facevano parte del comune di Naustdal.